# Sebastián Silva
Sebastián Silva Irarrázaval (Santiago, 9 de abril de 1979) es un director, guionista y cantante chileno.

## Biografía

### Familia y estudios
Hijo del abogado Luis Alejandro Silva Valdés y de Soledad Irarrázaval Alfonso, es el segundo de siete hermanos. Su hermano mayor, Luis, fue electo miembro del Consejo Constitucional en 2023 con la primera mayoría nacional.
Estudió en el Colegio del Verbo Divino y, posteriormente, en la Escuela de Cine de Chile (1998-2000). Luego, en los dos años siguientes, siguió inglés avanzado en la Universidad McGill, en Montreal, Canadá. Realizó, además, un curso de francés en el Instituto Cultural Francés y asistió a un taller de animación realizado por Tomás Wells. En el verano de 2003 estuvo en un taller de figura humana avanzada en la Universidad Católica y, tomó clases de historia del cine y relato cinematográfico (guion) con Pedro Peirano (2005 y 2006).

### Carrera
Se desempeña como redactor creativo, diseñando desde afiches gráficos hasta ideas para campañas publicitarias para marcas nacionales e internacionales. Junto con esto, ha sido el compositor, cantante y guitarrista de los grupos CHC, Yaia y Los Monos.
En materia cinematográfica, estuvo a cargo de la dirección y el montaje del largometraje documental REC, realizado por Diroriro Films, material que participó en festivales internacionales. Rodó su primer largometraje, La vida me mata en 2006. La película, de la cual fue director y guionista, fue producida por Fábula estrenada en noviembre del año siguiente. 
Gracias a La nana ganó el Premio Altazor como mejor director. Esta película participó, además, de la terna finalista para ser la candidata de Chile en los Premios Oscar 2010 y fue nominada a un Globo de Oro el mismo año.
Los guiones de sus tres primeras películas los escribió junto con Pedro Peirano y los de las dos siguientes —Magic, Magic y Crystal Fairy, ambas estrenadas en el Festival de Cine de Sundance 2013—, él solo. Con la última, que fue producida por Fabula, de los hermanos Juan de Dios y Pablo Larraín, ganó el premio al mejor director en Sundance. Magic-magic, por su parte, fue el filme más visto de los tres de directores chilenos que llegaron a la Quincena de Realizadores en Cannes 2013. "Ambientado en la zona del lago Ranco, narra el deterioro psíquico de la turista estadounidense Alicia (Juno Temple), una muchacha que llega a Chile con la intención de relajarse y cuya conexión con el país es su amiga Sarah (Emily Browning)".
Silva, que es abiertamente gay, rodó en 2013 una película en la que él mismo es el protagoniza junto a actores estadounidenses: Nasty Baby y trata de "la convivencia de una pareja homosexual en Brooklyn, interesada en tener un hijo a través de inseminación artificial de una amiga en común". El filme está coproducido por los hermanos Larraín y fue presentado en la Berlinale 2015 donde ganó el premio Teddy. Además, está trabajando en otra cinta, Second Child, "una aventura protagoniza por niños".

### Vida personal
Silva, que habita en Brooklyn, durante años vivió entre Chile y Nueva York, hasta que por 2010 fijó su residencia permanente en esta ciudad. «Se considera un outsider de la comunidad chilena: "Me fui de Chile a los 18 años. Ahora voy y vengo pero en verdad mi casa es Nueva York y mis películas están siendo más en inglés"», declaró en 2013.

## Controversias
Silva tildó de «peligro nacional» a su hermano Luis Silva Irarrázaval debido a su pensamiento político mediante una publicación en Instagram, que a su vez fue replicada en redes sociales por su hermana, la diseñadora gráfica Valentina Silva. Sobre esto, Luis Silva Irarrázaval indicó que, con su hermano Sebastián Silva, «cuando me hice republicano,[...] Los problemas empezaron, en el fondo, cuando yo salí del clóset, [cuando hice] explícita mi posición política»; cortaron relaciones en 2021 y sus cinco hermanos menores apoyan a su hermano «por empatía».
En cambio, en una carta pública a El Mercurio, 38 primos apoyaron al abogado Luis Silva Irarrázaval señalando que «es un ejemplo de perseverancia y vocación y [...] hará un gran trabajo por todos los chilenos».

## Filmografía

### Director y guionista
- La vida me mata (2007)
- La nana (2009)
- Gatos viejos, junto con Pedro Peirano (2010)
- Magic, Magic (2013)
- Crystal Fairy y el cactus mágico (2013)
- Nasty Baby (2014)[14]
- Tyrel (2018)
- Rotting in the Sun (2023)

### Actor
- 31 minutos, la película (2008)
- Con quien te tomarías un pisco Mistral? (2012)
- Nasty Baby (2014)

## Discografía

### ConCHC
- 2003 - Bastante real
- 2004 - What it is es lo que es
- 2007 - La cosa

### Con Yaia
- 2005 - Goor Modning

### Con Los Mono
- 2007- Somos los que estamos

### Solista
- 2005 - Iwannawin & friends
- 2011 - Brutalidad
- 2013 - Pasaje al más allá

## Premios
- Premio Pedro Sienna 2008: Mejor película por La vida me mata.
- Festival de Sundance: Premio del Jurado al Mejor Largometraje Dramático Internacional por La nana.[15]
- Premios Altazor 2010: Mejor director por La nana.[16]
- Premio Pedro Sienna 2010: Mejor guion por Gatos viejos (junto Pedro Peirano).
- Festival de Sundance 2013: Mejor Dirección de Largometraje Dramático Internacional por Crystal Fairy[17]
- Berlinale 2015: Premio Teddy[9] por Nasty Baby

### Nominaciones
- Globo de Oro 2010: Mejor película en lengua no inglesa (La nana).